# Dagur Bergþóruson Eggertsson
Dagur Bergþóruson Eggertsson (Reikiavik; 19 de junio de 1972) es un político de Islandia, que actualmente se desempeña como alcalde de Reikiavik. Fue vicepresidente de la Alianza Socialdemócrata desde 2009 hasta 2013. Estudió Medicina.

## Carrera política
Fue elegido al Consejo de Reikiavik en 2002 y alcalde el 16 de octubre de 2007. El 21 de enero de 2008, tuvo que abandonar su cargo cuando uno de sus aliados en el Consejo Municipal, Ólafur F. Magnússon, cambió de bando para formar una nueva mayoría con la oposición, y se volvió alcalde él mismo. El 28 de marzo de 2009, fue elegido vicepresidente de la Alianza Socialdemócrata. El 31 de mayo de 2014, la Alianza Socialdemócrata, con Dagur como candidato, ganó en las elecciones municipales.